# Пирасикаба
Пирасикаба (порт. Piracicaba) град је у Бразилу у савезној држави Сао Пауло. Према процени из 2007. у граду је живело 358.108 становника.

## Становништво
Према процени из 2007. у граду је живело 358.108 становника.
| 1991.   | 2000.   |
| ------- | ------- |
| 283,833 | 329,158 |